# Asta Olivia Nordenhof
Asta Olivia Nordenhof, född 28 januari 1988 i Köpenhamn, är en dansk prosaförfattare och poet. För sin debutantbok Et ansigt til Emily (2011) fick hon Munch-Christensens debutantpris. Senare har hon inlett sin heptalogi med utgångspunkt i branden på Scandinavian Star, men med en presentation av den senkapitalistiska människan och hennes drivkrafter i fokus.

## Biografi

### Bakgrund och debut
Nordenhof utbildade sig åren 2009–2011 i kreativt skrivande på Forfatterskolen i Köpenhamn, där hon också undervisade 2015–2022. Inom litteraturen har hon fattat tycke för Selma Lagerlöf.
2011 debuterade 23-åriga Nordenhof litterärt med romanen Et ansigt til Emily. Historien innehåller olika röster som på olika sätt talar om kärlek, närhet och avstånd. Boken innebar ett tidigt genombrott och belönades med Munch-Christensens debutantpris.

### Blogg och diktsamling
Då var Nordenhof redan känd för sin blogg Jag hedder mit navn med versaler, där dikter och andra texter publicerades. 2013 flyttades ett urval av dessa texter över till diktsamlingen Det nemme og det ensomme, där hon även uppmärksammades utanför Danmark. Den danska utgåvan av diktsamlingen såldes i över 10 000 exemplar, och översättningen till svenska 2015 gavs titeln Det enkla och det ensamma.
De berättande dikterna skildrar en blandning av en problematisk uppväxt och vardagsepisoder, där författarens offentliga och privata jag smälter samman. Bokens texter ger även röst till personer som sällan hörs, inklusive att vara beroende av socialbidrag och det stigma som utanförskapet är förknippat med. Ett bärande tema i berättelsen är även sexarbete som företeelse och erfarenhet, och enligt Nordenhof själv en symbol för alla arbetares "säljande av våra kroppar när vi säljer vår arbetskraft". Boken översattes även till norska och engelska, och för diktsamlingen belönades hon med Montanas litteraturpris.
Boken har betraktats som den nya danska poesivågens höjdpunkt, en våg som även producerat namn som Yahya Hassan, Teis Ørntoft, Olga Ravn och Amalie Smith. Många av dessa har studerat på Forfatterskolen och publicerar sig flitigt i både tryckt form och i digitala medier. En drivkraft i Nordenhofs diktande var ensamheten efter hennes föräldrars död, då hon upplevde sig vara ensam med sina minnen.
Nordenhof har fortsatta att skriva dikter, men ännu (2024) inte med någon ytterligare publicerad diktsamling. Sedan 2022 har hon dock arbetat som författare på heltid, i första hand med sin pågående heptalogi.

### Pengar på fickan
I sin blogg hade hon 2013 definierat sig som feminist, i en text som talade om våldet i hennes uppväxt, hennes tanke att de kvinnliga gudarna försvann när den tidiga köpmannakulturen behövde nedvärdera kvinnor i sin handel med dem; för Nordenhof var/är feminism detsamma som antikapitalism, och hon misstror maktambitionerna hos både män och kvinnor. Ur denna distansering till men också intresse för det motsägelsefulla i pengarnas makt växte senare fram ett litterärt projekt som inte kunde rymmas inuti en bok.
2020 inleddes en romanserie i sju delar, ett format som också lockat nordiska författarkollegor som Knausgård, Fosse och Balle. Nordehofs motsvarighet har den ouppklarade mordbranden på färjan Scandinavian Star från 1990 som samlande händelse. Inledningsboken Penge på lommen (på svenska som Pengar på fickan) kretsar kring själva katastrofen och dess bakgrund. Berättelsen följer paret Kurt och Maggie, två personer födda på 1940-talet, med enkla uppväxtvillkor och ett liv i en påtaglig fattigdom. Båda två har fått uppleva förödmjukelse och maktlöshet, och de har nödgats att sälja sexuella tjänster för att klara sig. Historien presenterar olika faser i deras relation, med tillbakablickar till deras tidiga år.
Den bärande idén kring Nordenhofs serie är att de olika böckerna ska utgå från varsin ekonomisk transaktion med koppling till färjekatastrofen. Idén är att koppla marknadsekonomin som princip till branden, och i kontrast till den "ärkekapitalistiska" kopplingen hos båten och katastrofen har Nordenhof försökt att skriva "antikapitalistiskt".  Färjekatastrofen fungerar som fond, men det egentliga temat för bokserien är hur pengar påverkar människor. Penge på lommen nominerades 2021 till Nordiska rådets litteraturpris, där historien beskrivs som en skildring av "den marginaliserade, senkapitalistiska människans inre och yttre liv".

### Djävulsboken

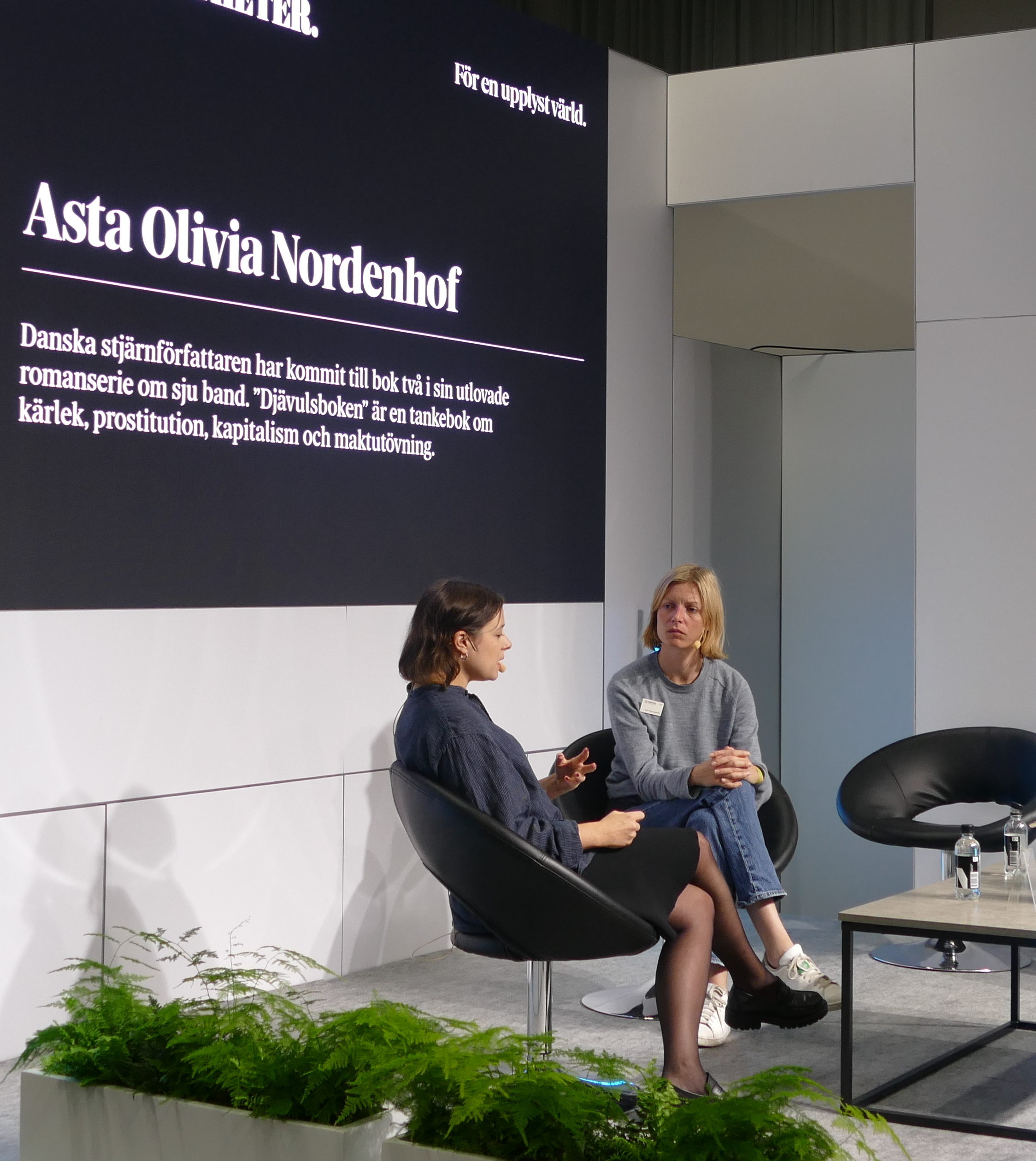
Asta Olivia Nordenhoft, intervjuad på Bokmässan i Göteborg där Nordenhofs Djävulsboken var aktuell.

2023 kom del två i serien, Djævlebogen (ursprungligen planerad under titeln Ideer), året därpå utgiven på svenska som Djävulsboken. Den var tänkt att lyfta fram den mystiske och våldsamme T, som Kurt träffade i slutet av förra boken, men av detta uppslag blev intet. Tre långt gångna romanukast slängdes, inklusive ett med Christofer Columbus som huvudperson. Istället fastnade Nordenhof för en mångskiftande – boken är uppdelad i fyra delar, med två långdikter och två längre prosaavsnitt – utredning av frågan "om det går att älska under kapitalismen". Historien berättar om att köpas och att köpa, sexsäljare och fången, ägande och investering.
I Nordenhofs presentationen av prostitution är denna i Djävulsboken en rent ekonomisk fråga. Berättarjaget Olivia (med artistnamnet/pseudonymen "Dafne") får halverat socialbidrag och väljer prostitution före självmord. Djävulen i boktiteln är de rika män som Olivia ingår Faust-liknande pakter med, men också det ekonomiska system som ingen och alla ansvarar för och som styr människors arbete, konsumtion, känslor och tid. Men djävulen har även hemvist i berättarjaget självt. Under skrivandet av boken beslutar Nordenhof sig för att det trots allt går att älska under kapitalismen.
Nordenhof, som själv har erfarenhet av arbete på bordell, har funderat kring skillnaden mellan Danmarks och Sveriges syn på prostitution/sexarbete. När Sverige 1999 införde förbud mot köp av sexuella tjänster fanns även i Danmark tankar åt det hållet, tankar som aldrig realiserades på grund av den starka danska sexarbetarrörelsen; prostitution är inte heller lika kontroversiellt väster om Öresund som öster om sundet. Författaren ser sexarbete just som arbete och som ett ibland rationellt val, när andra alternativ bedöms som sämre. Bokens Olivia blir för Nordenhof ett exempel på en människa som väljer ett riskfyllt och äventyrligt arbete, med möjligheter och friheter som inte finns överallt på den reglerade arbetsmarknaden. Olivia vill inte se sig som ett offer, eftersom samhället – i Nordenhofs ögon – lätt förknippar ett offer med en maktlös passivitet.
Bokens Olivia utnyttjar även sin "pakt med Djävulen" till att få chans att skriva sin bok. Därmed fungerar Djävulsboken också delvis som en metaroman, där författaren och före detta sexsäljaren Nordenhof lyfter fram sina egna erfarenheter i författandet av det hon kallat en "erotisk rysare". Där Maggie i Pengar på fickan beskrivs i tredje person talar Djävulsbokens Olivia till läsaren ur ett förstapersonsperspektiv. Historien har också beskrivits som en "tankebok", en historia som egentligen handlar om författarens bearbetande av olika tankar (jämför idéroman, där budskapet är det viktiga).

## Stil
Nordenhofs litterära stil innehåller både humor och allvar, samt mer än en gnutta frivolitet. Hon säger själv att humorn föds i olika trångmål, som en sorts överlevnadsstrategi hos romanfigurerna.
Delar av Nordenhofs skrivande har fått recensenter att tänka på Michel Houllebecq och hans Hålla sig vid liv; båda författarna har formulerat sig kring relationen mellan arbete och konstnärligt uttryck. Djävulsboken har beskrivits som en "tankebok", en genre där analysen är viktigare än inlevelse och igenkänning.

## Utmärkelser (urval)
Nordenhof har fått Kritikerpriset 2020, P.O. Enquists pris 2020 och EU:s litteraturpris 2021. Dessutom nominerades hon till Nordiska rådets litteraturpris 2021.